# Luotian
Der Kreis Luotian (chin. 罗田县; Pinyin: Luótián Xiàn) ist ein Kreis im Nordosten der chinesischen Provinz Hubei. Er gehört zum Verwaltungsgebiet der bezirksfreien Stadt Huanggang. Er hat eine Fläche von 2.126 Quadratkilometern und zählt 552.700 Einwohner (Stand: Ende 2019). Sein Hauptort ist die Großgemeinde Fengshan (凤山镇).

## Administrative Gliederung
Auf Gemeindeebene setzt sich der Kreis aus sieben Großgemeinden und fünf Gemeinden zusammen. 